# Белый Ключ (железнодорожная станция, Ульяновская область)
Белый Ключ — станция (тип населённого пункта) в городском округе город Ульяновск Ульяновской области.

## География
Находится у железнодорожной линии Ульяновск—Сызрань в Железнодорожном районе Ульяновска менее чем в 3 километрах к югу от села Белый Ключ.

## История
Основана в 1942 году при строительстве резервной железнодорожной ветки Волжской рокады «Ульяновск — Сызрань», на случай начала военных действий в период Великой Отечественной войны.
Основным предприятием, расположенным в посёлке, является отделение железной дороги станция «Белый Ключ» (код станции: 644708) .

## Население
Население составляло 138 человек в 2002 году (русские 85%), 115 по переписи 2010 года.